# Radisson Hotels
Radisson Hotels è una società controllata del gruppo Radisson Hotel Group.
Si tratta di una delle varie catene alberghiere detenute dalla capogruppo e fu fondata nel 1909 a Minneapolis, negli Stati Uniti e prende il nome dall'esploratore francese Pierre-Esprit Radisson
Dal 1962 di proprietà del gruppo Carlson, fu acquisita nel 2014 da un consorzio cinese che creò una società capogruppo, Radisson Hotel Group, della quale Radisson Hotels fu una delle controllate.
La sede legale della compagnia è a Bruxelles, in Belgio.

## Marche

### Radisson
La maggior parte degli hotel di marca Radisson si trovano negli Stati Uniti. La base della compagnia, così come quella dell'organizzazione di cui ne fa parte (Radisson Hospitality, Inc.) si trova a Minnetonka, in Minnesota, un sobborgo di Minneapolis, la città in cui fu costruito il primo hotel Radisson. Il Radisson Hotel originale, fondato dall'ereditiera Edna Dickerson, fu inaugurato il 15 dicembre 1909 al numero 41 di South Seventh Street, a Minneapolis.

### Radisson Blu
Radisson Blu è il nome della marca degli hotel Radisson generalmente al di fuori degli Stati Uniti, tra cui quelli in Europa, Africa e Asia. Gli alberghi erano operati da Radisson Hospitality AB (precedentemente Rezidor Hotel Group AB), di cui Radisson Hospitality Inc è il maggiore azionista. Scandinavian Airlines System (SAS) era in passato uno dei maggiori azionisti, e creò il suo marchio per gli alberghi Radisson SAS. Dopo il ritiro di SAS dalla collaborazione il 4 febbraio 2009, il nome è stato gradualmente sostituito da Radisson Blu.
Radisson Blu opera 158 hotel, con 42 progetti in via di sviluppo. In passato, Radisson Blu non esisteva all'interno dei confini statunitensi. Il primo Radisson Blu negli Stati Uniti fu aperto al centro di Chicago nel grattacielo Aqua, nel novembre 2011. Il secondo fu inaugurato a marzo 2013 a Bloomington, in Minnesota, ed è connesso al Mall of America. Gli alberghi Radisson Plaza a Filadelfia e Minneapolis sono stati convertiti a Radisson Blu.

#### Radisson Blu Edwardian Hotels
La Radisson Blu Edwardian Hotels è una linea di 13 alberghi di lusso a Londra e a Manchester, spesso situati in edifici storici.
- Berkshire
- Bloomsbury Street, Londra
- Canary Wharf, Londra
- Covent Garden, Londra
- Free Trade Hall, Manchester
- Grafton, Londra
- Aeroporto di Heathrow, Londra
- Leicester Square, Londra
- Marble Arch, Londra
- Mayfair, Londra
- Oxford Street, Londra
- South Kensington, Londra
- Sussex

### Radisson Red
La Radisson RED è una marca di hotel per giovani viaggiatori. È stata lanciata ufficialmente nel 2015, con il primo albergo aperto a Bruxelles nell'aprile 2016. I futuri hotel saranno in città di tutto il mondo, con un obiettivo di 60 siti entro il 2020.